# ستيف روبنسون (ملاكم)
ستيف روبنسون (بالإنجليزية: Steve Robinson)‏ مواليد 13 ديسمبر 1968 في كارديف، ويلز، المملكة المتحدة، هو ملاكم ويلزي سابق صنّف ضمن فئة وزن الريشة. حقق بطولة منظمة الملاكمة العالمية.

## إحصائيات
خاض خلال مسيرته 51 نزالا، فاز في 32 وتعادل في 2 وخسر في 17. فاز بالضربة القاضية في 17 نزالا.

## روابط خارجية
- ستيف روبنسون على موقع بوكس ريك (الإنجليزية) (registration required)